# Carmen Bunaciu
Carmen Bunaciu, née le 15 septembre 1961 à Sibiu, est une nageuse roumaine.

## Biographie
Carmen Bunaciu remporte aux championnats d'Europe 1977 à Jönköping la médaille de bronze sur le 200 mètres dos. Elle est médaillée d'or sur le 100 mètres dos ainsi que sur le 200 mètres dos à l'Universiade d'été de 1979 à Mexico. Elle participe aux Jeux olympiques d'été de 1980 à Moscou, terminant quatrième des finales du 100 et 200 mètres dos, ainsi que septième du relais 4 × 100 mètres quatre nages.
Elle remporte quatre médailles à l'Universiade d'été de 1981 à Bucarest (deux médailles d'or sur les 100 et 200 mètres dos, une médaille d'argent en relais 4 × 100 mètres quatre nages et une médaille de bronze sur le 100 mètres papillon) alors qu'elle obtient la médaille de bronze sur le 100 mètres dos aux championnats d'Europe 1981 à Split ; ces performances la mènent à être nommée nageuse européenne de l'année en 1981. 
Elle est médaillée de bronze du 100 mètres dos aux championnats d'Europe 1983 à Rome. Aux Jeux olympiques d'été de 1984 à Los Angeles, elle est quatrième du 100 mètres dos et septième du 200 mètres dos. Elle obtient une médaille d'or sur 100 mètres dos et une médaille de bronze sur 200 mètres dos à l'Universiade d'été de 1985 à Kobe.